# Consiliul Național pentru Studierea Arhivelor Securității
Consiliul Național pentru Studierea Arhivelor Securității (CNSAS) este o instituție înființată în baza Legii 187/1999 cu modificările ulterioare, cu scopul de a pune la dispoziția cetățenilor români dosarele și documentele întocmite de fosta Securitate până la data de 22 decembrie 1989. Din noiembrie 2008, ca efect al procesului intentat de avocatul lui Dan Voiculescu, mai exact ca urmare a viciilor procedurale sesizate de Curtea Constituțională, C.N.S.A.S. funcționează în baza Ordonanței de Urgență a Guvernului nr. 24, ulterior asumată ca lege.
Modificările față de Legea nr. 187/1999 sunt semnificative: ies de sub incidența legii "persoanele asimilate colaboratorilor", de asemenea sunt excluși de la investigări și stabilirea calității de colaborator al poliției politice, fostele vârfuri ale partidului, foștii prim-secretari sau orice persoană aparținând forurilor de conducere ale fostului partid comunist care s-au făcut vinovate de încălcarea drepturilor și libertăților fundamentale ale omului. O altă modificare importantă: Consiliul nu mai poate verifica din oficiu membrii corpului bisericesc. Aceasta se poate realiza doar la cererea expresă a bisericii.
CNSAS verifică, din oficiu sau la cerere, apartenența sau neapartenența ca agent sau colaborator la organelor de securitate, ca poliție politică în cazul persoanelor care candidează spre a fi alese sau numite în anumite demnități sau funcții publice. Pentru cazurile din urmă verificările se fac din oficiu, pentru alte situații verificările se fac la cerere. Fiecare cetățean are dreptul și posibilitatea garantată prin lege să-și vadă dosarul instrumentat de fosta poliție politică, în cazul în care acesta există.
CNSAS este condus de un Colegiu compus din 11 membri numiți de Parlamentul României pentru un mandat de 6 ani. Instituția are 3 direcții principale, Direcția Comunicare, care articulează cererile petenților și dialogul cu instituțiile, Direcția Investigații care se ocupă de analiza, verificarea, anonimizarea, sistematizarea tuturor informațiilor relevante ce privesc probleme de "poliție politică" și Direcția Cercetare care se ocupă cu valorificarea arhivistică a documentelor fostei Securități, publicarea de studii despre structura Securității, victime ale acesteia, metodele de lucru ale fostei poliții politice etc., o activitate materializată în numeroase cărți, studii, lucrări colective publicate din 2001 încoace.
În martie 2000 a fost validat primul Consiliu al CNSAS, condus de către istoricul Gheorghe Onișoru.
La data de 23 martie 2006 au fost validați noii membri ai Consiliului:
- Dragoș Petrescu, propus de Președinție
- Ticu Dumitrescu - propus de Guvern (decedat în 2008);
- Corneliu Turianu, Dan Lazea - desemnați de PD
- Claudiu Secașiu, Mircea Dinescu - desemnați de PNL
- Florian Chirițescu, Cazimir Ionescu, Laurențiu Tănase - desemnați de PSD
- Constantin Buchet - desemnat de PRM
- Ladislau Csendes - desemnat de UDMR, ales președinte al CNSAS pe 3 iulie 2007.

La 29 decembrie 2006 a fost finalizată acțiunea de transfer la C.N.S.A.S. a 1.600.000 de dosare.
Componența Colegiului CNSAS din august 2014: Dragoș Petrescu (președinte); Virgiliu Leon Țârău; Corneliu Turianu; Florin Abraham; Florian Bichir; Adrian Cioflâncă; Ladislau Csendes; Cazimir Ionescu; Claudiu Secașiu; Laurențiu Tănase; Dinu Zamfirescu.

## Cronologia Scandalului CNSAS, 2006
- 28 martie:
  - Ticu Dumitrescu și-a anunțat intenția de a demisiona din CNSAS, la scurtă vreme după ce Corneliu Turianu a fost ales noul președinte al Colegiului CNSAS. A acuzat că e vorba de un joc politic făcut de Traian Băsescu și PD, urmărindu-se prin acesta a se împiedica deconspirarea fostei Securități.
  - Reprezentanții partidelor care au votat împotriva alegerii lui Ticu Dumitrescu ca președinte al CNSAS spun că acest lucru nu are vreo conotație politică.
  - Premierul Călin Popescu-Tăriceanu invocând angajamentul prin care urma să fie susținut Ticu Dumitrescu la președinția CNSAS, a cerut ca Turianu să-și dea demisia nu numai din funcția de președinte al CNSAS ci să demisioneze din Consiliu.
  - Președintele PD, Emil Boc, declară că PD-ul refuză să-și retragă candidatul din CNSAS și respinge acuzația de mașinațiune politică adusă de Ticu Dumitrescu.
  - Canstantin Ticu Dumitrescu declară că 48 de ore nu-și depune demisia ca să dea timp celor implicați   să demonstreze că nu doresc secretizarea dosarelor.
  - Președintele Traian Băsescu, aflat în vizită în China, a refuzat să comenteze situația.
- 29 martie
  - PD-ul prin vocea președintelui executiv, Adriean Videanu, îi cere lui Ticu Dumitrescu să nu-și dea demisia.
  - Nouă organizații neguvernamentale au lansat un apel în care constata "reactivarea strategiilor diversioniste prin care se încercă compromiterea acțiunii de deconspirare a poliției politice comuniste".
  - Angajații CNSAS au ieșit în stradă pentru a-și manifesta susținerea pentru Ticu Dumitrescu, pe care îl vor președinte al Colegiului CNSAS.
  - Ticu Dumitrescu declară că așteaptă ca președintele Traian Băsescu să revină în țară, pentru a avea o discuție cu privire la situația creată la CNSAS.
- 30 martie:
  - Președintele Traian Băsescu a respins afirmațiile potrivit cărora ar fi fost implicat în nealegerea lui Ticu Dumitrescu la președinția CNSAS și consideră acțiunile liberalilor o campanie "fără acoperire, demagogică și lipsită de responsabilitate".
  - Patru membri CNSAS cer reluarea votului pentru alegerea președintelui institutiei. Mircea Dinescu, Ladislau Csendes, Ticu Dumitrescu și Claudiu Secașiu invocă un "viciu de consimțământ" apărut la votul exprimat de Dan Lazea. De altfel, Mircea Dinescu spunea că „Dan Lazea a venit la vot de parca fusese bătut toată noaptea în beciurile Securității, spunând că jocurile au fost făcute”[1]. În plus, din momentul în care Dan Lazea a votat, n-a mai trecut pe la CNSAS și a fugit din București[2].
  - Președintele Pro Democrația, Cristian Pârvulescu, declară că "mârșăvia" de la CNSAS a devenit un scandal internațional.
- 31 martie
  - Cu cererea de demisie în buzunar, Ticu Dumitrescu așteaptă să fie primit la Cotroceni alături de specialiști ai serviciilor secrete și de directorul SRI, Radu Timofte.
- 2 aprilie
  - Ticu Dumitrescu renunță să mai demisioneze din CNSAS.
  - Democrații au cerut un răgaz de trei luni, timp în care, noul președinte al CNSAS, Corneliu Turianu să poată dovedi intenția de a deconspira dosarele fostei securități.
- 3 aprilie
  - În fața sediului CNSAS continuă protestele angajaților față de alegerea lui Turianu la președinția CNSAS. Lor li s-a adăugat reprezentanți ai asociațiilor studențești și ai organizațiilor non-guvernamentale.
- 4 aprilie
  - Claudiu Secașiu este noul președinte al CNSAS. S-a acceptat de comun acord ca ocupantul funcției de președinte să fie schimbat odată la 6 luni, prin intermediul alegerilor interne, deși legea de funcționare (Legea nr. 187/1999) nu reglementează acest lucru. Soluția a fost acceptată atât de liberali cât și de democrați.

## Lista șefilor CNSAS
- Gheorghe Onișoru - martie 2000 - 16 martie 2006[3]
- Corneliu Turianu - 28 martie 2006 - 4 aprilie 2006[4][5]
- Claudiu Secașiu - 5 aprilie 2006 - iunie 2007[6][7]
- Ladislau Csendes - 4 iulie 2007 - 22 decembrie 2009[8][9]
- Dragoș Petrescu - 14 ianuarie 2010 - ? 2018[10]

- Constantin Buchet - aprilie 2018 - prezent[11][12]